# Schlucht des Großen Wimbachs
Die Schlucht des Großen Wimbachs ist ein vom Regierungspräsidium Stuttgart am 1. Juli 1982 durch Verordnung ausgewiesenes Naturschutzgebiet auf dem Gebiet der Gemeinden Sulzbach-Laufen im Landkreis Schwäbisch Hall und Gschwend im Ostalbkreis in Baden-Württemberg.

## Lage und Beschreibung
Das Naturschutzgebiet liegt im Tal des Großen Wimbachs, der die Grenze zwischen den Gemeinden Gschwend im Süden und Sulzbach-Laufen im Norden bildet. Die Gemeindegrenze ist gleichzeitig die Grenze zwischen dem Landkreis Schwäbisch Hall und dem Ostalbkreis. Das Gebiet gehört zum Naturraum Schwäbisch-Fränkische Waldberge, ist Teil des FFH-Gebiets Kochertal Abtsgmünd - Gaildorf und Rottal und des Naturparks Schwäbisch-Fränkischer Wald.
Die Schlucht liegt inmitten eines großen Waldgebiets und ist ca. 25 m tief in den anstehenden Sandstein eingetieft. Der Große Wimbach durchläuft auf der ca. 300 m langen Strecke durch das Naturschutzgebiet ein Höhenintervall von ca. 22 m, was einem mittleren Sohlgefälle von ca. 73 ‰ entspricht und stürzt in zwei bis drei Meter hohen Wasserfällen über zwei Sandsteinbänke.
Im Gebiet gibt es mehrere Kalktuffquellen, die als prioritärer FFH-Lebensraumtyp europarechtlich geschützt sind.

## Schutzzweck
Wesentlicher Schutzzweck ist gemäß Schutzgebietsverordnung „die Erhaltung der aus naturkundlicher Sicht überaus wertvollen Schlucht im Keuperbergland mit zwei mehrere Meter hohen Wasserfällen, mit tiefen und breiten Gumpen, mächtigen Sandsteinblöcken, naturnaher Schluchtwaldvegetation und einem vielfältigen Pflanzenvorkommen.“